# Alger la blanche
Alger la blanche je krátký francouzský hraný film z roku 1986, který režíroval Cyril Collard. Snímek měl světovou premiéru dne 23. června 1986.

## Děj
Mladík alžírského původu Farid se chce vrátit z Francie zpět do Alřírska. Vyvolá tím bouřlivé reakce ve své rodině a přátel, včetně svého kamaráda Jeana, se kterým Farid tajně udržuje homosexuální vztah.

## Obsazení
| Frédéric Deban     | Jean      |
| Ali Baouche        | Farid     |
| Farida Chrouki     | Nahed     |
| Aïssa Djabri       | Hassan    |
| Mohamed Zran       | Mohammed  |
| Sahalia Baouche    | matka     |
| Tawfik El Sherbini | strýc     |
| Larbi Bekka        | bratranec |
| Henri Lopez-Terres | soudce    |
| Grégoire Colard    | policista |

## Ocenění
- César: nominace na nejlepší krátký hraný film